# 大東毅
大東 毅（おおひがし たけし、1974年10月5日 - ）は、日本の元ラグビー選手。現在専修大学ラグビー部のヘッドコーチを務めている。

## プロフィール
- 北海道出身[1]。
- ポジションはフランカー(FL)。
- 身長 178cm、体重 88kg

## 略歴
1993年、北見北斗高校卒業後、専修大学入学。
1997年、専修大学卒業後、NECグリーンロケッツに加入。
2009年、現役引退。
2013年、専修大学ラグビー部FWコーチに就任。
2018年、専修大学ラグビー部ヘッドコーチに就任。